# Lake City (Florida)
Lake City és una població dels Estats Units, seu del comtat de Columbia, a l'estat de Florida. Segons el cens de l'1 de juliol de 2006 tenia 9.953 habitants.

## Demografia
Segons el cens del 2000, Lake City tenia 9.980 habitants, 4.043 habitatges, i 2.429 famílies. La densitat de població era de 364,9 habitants/km².
Dels 4.043 habitatges en un 28,6% hi vivien nens de menys de 18 anys, en un 35,5% hi vivien parelles casades, en un 20,4% dones solteres, i en un 39,9% no eren unitats familiars. En el 33,9% dels habitatges hi vivien persones soles el 15,8% de les quals corresponia a persones de 65 anys o més que vivien soles. El nombre mitjà de persones vivint en cada habitatge era de 2,34 i el nombre mitjà de persones que vivien en cada família era de 3,01.
Per edats la població es repartia de la següent manera: un 25,4% tenia menys de 18 anys, un 9,3% entre 18 i 24, un 25,1% entre 25 i 44, un 20,6% de 45 a 60 i un 19,7% 65 anys o més.
L'edat mediana era de 37 anys. Per cada 100 dones de 18 o més anys hi havia 85,5 homes.
La renda mediana per habitatge era de 26.161 $ i la renda mediana per família de 31.920 $. Els homes tenien una renda mediana de 27.369 $ mentre que les dones 21.290 $. La renda per capita de la població era de 14.697 $. Entorn del 16,7% de les famílies i el 20,5% de la població estaven per davall del llindar de pobresa.

## Poblacions més properes
El següent diagrama mostra les poblacions més properes.